# Fides
Fides é, na mitologia romana, era a deusa da fidelidade, boa fé e confiança.
É representada como uma idosa de cabelos brancos, sendo entendida como mais velha que o próprio Júpiter. Desta maneira pretende-se transmitir a noção que a palavra dada, o compromisso, é a base da sociedade e da ordem política. Acreditava-se que o próprio culto da deusa era muito antigo e que teria sido introduzido no tempo de Numa Pompílio.
A deusa possuía um templo no Capitólio, perto do templo de Júpiter Óptimo e Máximo, que foi mandado erguer pelo cônsul Aulo Atílio Calatino. O templo foi consagrado à deusa no dia 1 de outubro de 254 a.C., que tornou-se assim o dia da festa da deusa). Para oferecer um sacrifício à deusa, era necessário envolver a mão direita com um pano de cor branca. Este templo era ocasionalmente usado pelo senado romano para as suas reuniões. Nas suas paredes eram colocados tratados e leis inscritos em tábuas de bronze. Por volta de 58 a.C., o templo foi restaurado por Marco Emílio Escauro, o Jovem.[carece de fontes?]